# アドマイヤマツリ
アドマイヤマツリ（2021年2月6日 - ）は日本の競走馬。主な勝ち鞍に2025年の福島牝馬ステークス。
馬名由来は「冠名+祭り」。これについて、スマイルファームの中村代表によれば、「キタサンブラック産駒なので、牧場では〝マツリ〟って呼んでいたのです。それを知ったオーナーが、そのまま馬名の一部にしてくれました。」と説明している。

## 戦績

### 2歳（2023年）
12月16日中山芝2000mの2歳新馬でデビュー。レースでは後方で脚を溜め、最後の直線で追い上げてきたがターコイズフリンジの7着に終わる。

### 3歳（2024年）
2月11日東京芝1800mの3歳未勝利、続く3月3日中山芝2000mの3歳未勝利を共に2着とした後、6月8日東京芝1800mの3歳未勝利では好位追走からしぶとく脚を伸ばすと最後はアイソーザライトとの競り合いをハナ差で制し4戦目で初勝利を挙げる。
10月19日東京芝1800mの3歳以上1勝クラスでは中団待機から直線で懸命に追い込んで来ると先に抜け出したフォルラニーニをクビ差で差し切って2勝目を挙げると、11月24日の2勝クラス・オリエンタル賞では2・3番手追走から直線で抜け出すと後続に1馬身差をつけ3連勝として3歳シーズンを終える。

### 4歳（2025年）
2月9日に行われた3勝クラス・初音ステークスでは4・5番手追走から直線で馬群を割って伸びてきたが早めに先頭に立ったカナテープを捕え切れず2着に敗れるも、3月23日のスピカステークスでは2番手追走から最後の直線で抜け出して快勝しオープン入りを果たす。
4月20日に福島競馬場で行われた福島牝馬ステークスでは道中先団の後ろで脚をため、勝負どころとなった3・4コーナーで好位までポジションを上げ直線コースに向くと堂々と抜け出し、2着に2馬身差をつけて3勝クラスであるスピカステークスからの連勝で、重賞初挑戦で初制覇を飾った。鞍上の田辺裕信は同レースが創設された2004年（平成16年）以降での福島競馬場での重賞完全制覇となった。
その後、4月22日に宮田調教師が、状態次第によっては、5月18日に東京競馬場で行われるヴィクトリアマイルを視野に入れることを明らかにした。

## 競走成績
以下の内容は、JBISサーチおよびnetkeiba.comの情報に基づく。
| 競走日     | 競馬場 | 競走名         | 格   | 距離（馬場）  | 頭 数 | 枠 番 | 馬 番 | オッズ （人気） | 着順 | タイム （上り3F） | 着差 | 騎手      | 斤量 [kg] | 1着馬（2着馬）       | 馬体重 [kg] |
| ---------- | ------ | -------------- | ---- | ------------- | ----- | ----- | ----- | --------------- | ---- | ----------------- | ---- | --------- | --------- | -------------------- | ----------- |
| 2023.12.16 | 中山   | 2歳新馬        |      | 芝2000m（良） | 18    | 5     | 10    | 012.00（4人）   | 07着 | R2:02.8（35.4）   | -1.7 | 0戸崎圭太 | 55        | ターコイズフリンジ   | 460         |
| 2024.02.11 | 東京   | 3歳未勝利      |      | 芝1800m（良） | 16    | 3     | 5     | 033.00（7人）   | 02着 | R1:46.5（34.3）   | -0.3 | 0戸崎圭太 | 55        | バロネッサ           | 452         |
| 0000.03.03 | 中山   | 3歳未勝利      |      | 芝2000m（稍） | 18    | 8     | 16    | 001.90（1人）   | 02着 | R2:01.5（35.6）   | -0.1 | 0川田将雅 | 55        | ユキワリザクラ       | 454         |
| 0000.06.08 | 東京   | 3歳未勝利      |      | 芝1800m（良） | 18    | 7     | 15    | 001.30（1人）   | 01着 | R1:48.0（33.5）   | -0.0 | 0戸崎圭太 | 55        | （アイソーザライト） | 458         |
| 0000.10.19 | 東京   | 3歳上1勝クラス |      | 芝1800m（良） | 12    | 8     | 12    | 005.60（2人）   | 01着 | R1:46.4（33.1）   | -0.0 | 0戸崎圭太 | 54        | （フォルラニーニ）   | 458         |
| 0000.11.24 | 東京   | オリエンタル賞 | 2勝  | 芝2000m（良） | 13    | 6     | 9     | 006.40（3人）   | 01着 | R1:59.4（33.8）   | -0.2 | 0戸崎圭太 | 53        | （ディマイザキッド） | 452         |
| 2025.02.09 | 東京   | 初音S          | 3勝  | 芝1800m（良） | 16    | 1     | 1     | 002.30（1人）   | 02着 | R1:45.5（34.1）   | -0.0 | 0戸崎圭太 | 55        | カナテープ           | 450         |
| 0000.03.23 | 中山   | スピカS        | 3勝  | 芝1800m（良） | 16    | 7     | 14    | 004.00（1人）   | 01着 | R1:46.7（35.4）   | -0.1 | 0田辺裕信 | 56        | （コスモフリーゲン） | 450         |
| 0000.04.20 | 福島   | 福島牝馬S      | GIII | 芝1800m（良） | 16    | 1     | 1     | 003.80（1人）   | 01着 | R1:46.2（34.6）   | -0.4 | 0田辺裕信 | 55        | （フェアエールング） | 452         |
| 0000.05.18 | 東京   | ヴィクトリアM  | GI   | 芝1600m（良） | 17    | 5     | 9     | 016.70（6人）   | 07着 | R1:32.4（34.8）   | -0.3 | 0田辺裕信 | 56        | アスコリピチェーノ   | 454         |

- 競走成績は2025年5月18日現在

## 血統表
| アドマイヤマツリの血統        | アドマイヤマツリの血統                          | アドマイヤマツリの血統                          | （血統表の出典）                                | （血統表の出典）        |
| 父系                          | サンデーサイレンス系（ヘイロー系）              | サンデーサイレンス系（ヘイロー系）              | サンデーサイレンス系（ヘイロー系）              | [ § 2 ]                 |
| 父 キタサンブラック 鹿毛 2012 | 父の父ブラックタイド 黒鹿毛 2001                | *サンデーサイレンス                             | Halo                                            | Halo                    |
| 父 キタサンブラック 鹿毛 2012 | 父の父ブラックタイド 黒鹿毛 2001                | *サンデーサイレンス                             | Wishing Well                                    |                         |
| 父 キタサンブラック 鹿毛 2012 | 父の父ブラックタイド 黒鹿毛 2001                | *ウインドインハーヘア                           | Alzao                                           | Alzao                   |
| 父 キタサンブラック 鹿毛 2012 | 父の父ブラックタイド 黒鹿毛 2001                | *ウインドインハーヘア                           | Burghclere                                      |                         |
| 父 キタサンブラック 鹿毛 2012 | 父の母シュガーハート 鹿毛 2005                  | サクラバクシンオー                              | サクラユタカオー                                | サクラユタカオー        |
| 父 キタサンブラック 鹿毛 2012 | 父の母シュガーハート 鹿毛 2005                  | サクラバクシンオー                              | サクラハゴロモ                                  |                         |
| 父 キタサンブラック 鹿毛 2012 | 父の母シュガーハート 鹿毛 2005                  | オトメゴコロ                                    | *ジャッジアンジェルーチ                         | *ジャッジアンジェルーチ |
| 父 キタサンブラック 鹿毛 2012 | 父の母シュガーハート 鹿毛 2005                  | オトメゴコロ                                    | *ティズリー                                     |                         |
| 母 アドマイヤナイト 栗毛 2012 | 母の父アドマイヤムーン 鹿毛 2003                | *エンドスウィープ                               | *フォーティナイナー                             | *フォーティナイナー     |
| 母 アドマイヤナイト 栗毛 2012 | 母の父アドマイヤムーン 鹿毛 2003                | *エンドスウィープ                               | Broom Dance                                     |                         |
| 母 アドマイヤナイト 栗毛 2012 | 母の父アドマイヤムーン 鹿毛 2003                | マイケイティーズ                                | *サンデーサイレンス                             | *サンデーサイレンス     |
| 母 アドマイヤナイト 栗毛 2012 | 母の父アドマイヤムーン 鹿毛 2003                | マイケイティーズ                                | *ケイティーズファースト                         |                         |
| 母 アドマイヤナイト 栗毛 2012 | 母の母アドマイヤカグラ 栗毛 2007                | スペシャルウィーク                              | *サンデーサイレンス                             | *サンデーサイレンス     |
| 母 アドマイヤナイト 栗毛 2012 | 母の母アドマイヤカグラ 栗毛 2007                | スペシャルウィーク                              | キャンペンガール                                |                         |
| 母 アドマイヤナイト 栗毛 2012 | 母の母アドマイヤカグラ 栗毛 2007                | *シーズライクリオ                               | Boundary                                        | Boundary                |
| 母 アドマイヤナイト 栗毛 2012 | 母の母アドマイヤカグラ 栗毛 2007                | *シーズライクリオ                               | Leading Rhyme                                   |                         |
| 母系(F-No.)                   | シーズライクリオ(USA)系(FN:9-f)                 | シーズライクリオ(USA)系(FN:9-f)                 | シーズライクリオ(USA)系(FN:9-f)                 | [ § 3 ]                 |
| 5代内の近親交配               | サンデーサイレンス：3×4･4、Lyphard：5･5（父内） | サンデーサイレンス：3×4･4、Lyphard：5･5（父内） | サンデーサイレンス：3×4･4、Lyphard：5･5（父内） | [ § 4 ]                 |
| 出典                          | 1. 2. 3. 4.                                     | 1. 2. 3. 4.                                     | 1. 2. 3. 4.                                     | 1. 2. 3. 4.             |

- 5代母Gay Sonnetの子孫にVoyage Bubble、Stronghold。